# 29e cérémonie des Lumières
La 29e cérémonie des Lumières de la presse internationale, organisée par l'Académie des Lumières, s’est déroulée le 22 janvier 2024 au Forum des images. Elle récompense les films français sortis en 2023.
Le 14 décembre 2023, les nominations sont annoncées.

## Palmarès

### Meilleur film
- Anatomie d'une chute de Justine Triet
  - L'Été dernier de Catherine Breillat
  - Goutte d'or de Clément Cogitore
  - Le Procès Goldman de Cédric Kahn
  - Le Règne animal de Thomas Cailley

### Meilleure mise en scène
- Thomas Cailley pour Le Règne animal
  - Catherine Breillat pour L'Été dernier
  - Clément Cogitore pour Goutte d'or
  - Cédric Kahn pour Le Procès Goldman
  - Justine Triet pour Anatomie d'une chute

### Meilleure actrice
- Sandra Hüller pour Anatomie d'une chute
  - Catherine Deneuve pour Bernadette
  - Léa Drucker pour L'Été dernier
  - Virginie Efira pour Rien à perdre
  - Hafsia Herzi pour Le Ravissement

### Meilleur acteur
- Arieh Worthalter pour Le Procès Goldman
  - Vincent Lacoste pour Le Temps d'aimer
  - Karim Leklou pour Vincent doit mourir
  - Melvil Poupaud pour L'Amour et les Forêts
  - Franz Rogowski pour Disco Boy

### Meilleur scénario
- Justine Triet, Arthur Harari pour Anatomie d'une chute
  - Thomas Cailley, Pauline Munier pour Le Règne animal
  - Quentin Dupieux pour Yannick
  - Cédric Kahn, Nathalie Hertzberg pour Le Procès Goldman
  - Iris Kaltenbäck pour Le Ravissement

### Révélation féminine
- Ella Rumpf pour Le Théorème de Marguerite
  - Suzanne Jouannet pour La Voie royale
  - Louise Mauroy-Panzani pour Àma Gloria
  - Park Ji-Min pour Retour à Séoul
  - Claire Pommet pour La Vénus d'argent

### Révélation masculine
- Raphaël Quenard pour Chien de la casse
  - Arthur Harari pour Le Procès Goldman
  - Samuel Kircher pour L'Été dernier
  - Milo Machado-Graner pour Anatomie d'une chute
  - Abdulah Sissoko pour Le Jeune Imam

### Meilleur premier film
- Le Ravissement d'Iris Kaltenbäck
  - Bernadette de Léa Domenach
  - Chien de la casse de Jean-Baptiste Durand
  - Disco Boy de Giacomo Abbruzzese
  - Vincent doit mourir de Stéphan Castang

### Meilleure coproduction internationale
- Les Herbes sèches de Nuri Bilge Ceylan
  - Le Bleu du caftan de Maryam Touzani
  - Lost Country de Vladimir Perišić
  - Les Meutes de Kamal Lazraq
  - The Old Oak de Ken Loach

### Meilleur documentaire
- Les Filles d'Olfa de Kaouther Ben Hania
  - Little Girl Blue de Mona Achache
  - Notre corps de Claire Simon
  - La Rivière de Dominique Marchais
  - Sur l'Adamant de Nicolas Philibert

### Meilleur film d'animation
- Linda veut du poulet ! de Chiara Malta et Sébastien Laudenbach
  - Interdit aux chiens et aux Italiens d'Alain Ughetto
  - Mars Express de Jérémie Périn
  - Saules aveugles, femme endormie de Pierre Földes
  - La Sirène de Sepideh Farsi

### Meilleure image
- Jonathan Ricquebourg pour La Passion de Dodin Bouffant
  - Simon Beaufils pour Anatomie d'une chute
  - David Cailley pour Le Règne animal
  - Hélène Louvart pour Disco Boy
  - Sylvain Verdet pour Goutte d'or

### Meilleure musique
- Vitalic pour Disco Boy
  - Amine Bouhafa pour Les Filles d'Olfa
  - Clément Ducol pour Linda veut du poulet !
  - Andrea Laszlo De Simone pour Le Règne animal
  - Chloé Thévenin pour La Montagne

## Statistiques

### Récompenses multiples
- 3 : Anatomie d'une chute

### Nominations multiples
- 6 : Anatomie d'une chute
- 5 : Le Procès Goldman, Le Règne animal
- 4 : Disco Boy, L'Été dernier
- 3 : Goutte d'or, Le Ravissement
- 2 : Bernadette, Chien de la casse,  Les Filles d'Olfa, Linda veut du poulet !, Vincent doit mourir